# Gudillos
Gudillos es una localidad española perteneciente al municipio de El Espinar, en la provincia de Segovia, comunidad autónoma de Castilla y León.
En 2023 contaba con 14 habitantes.

## Geografía

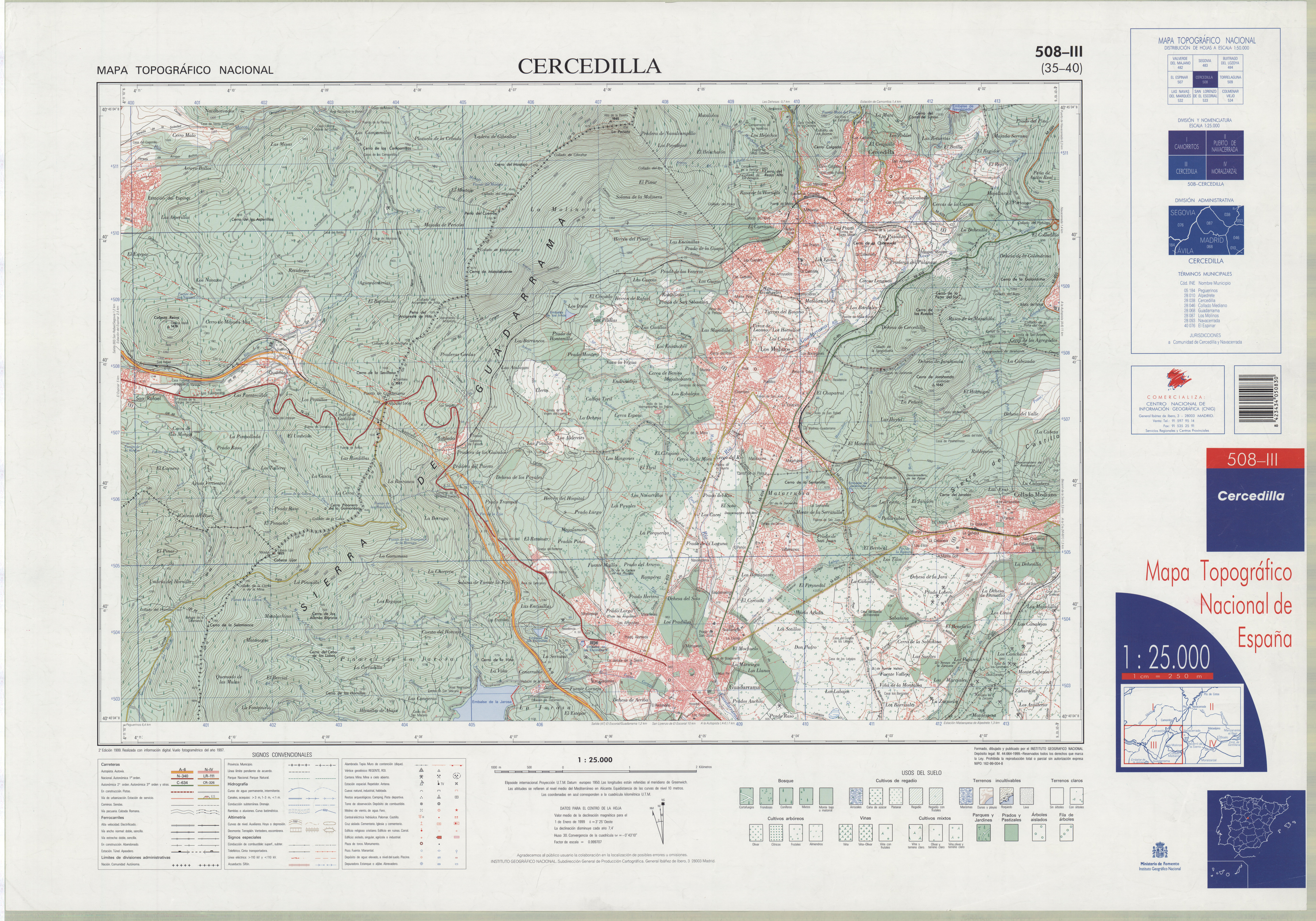
Fragmento 0508c3 del Mapa Topográfico Nacional de España de 1999 en el que se representa a Gudillos

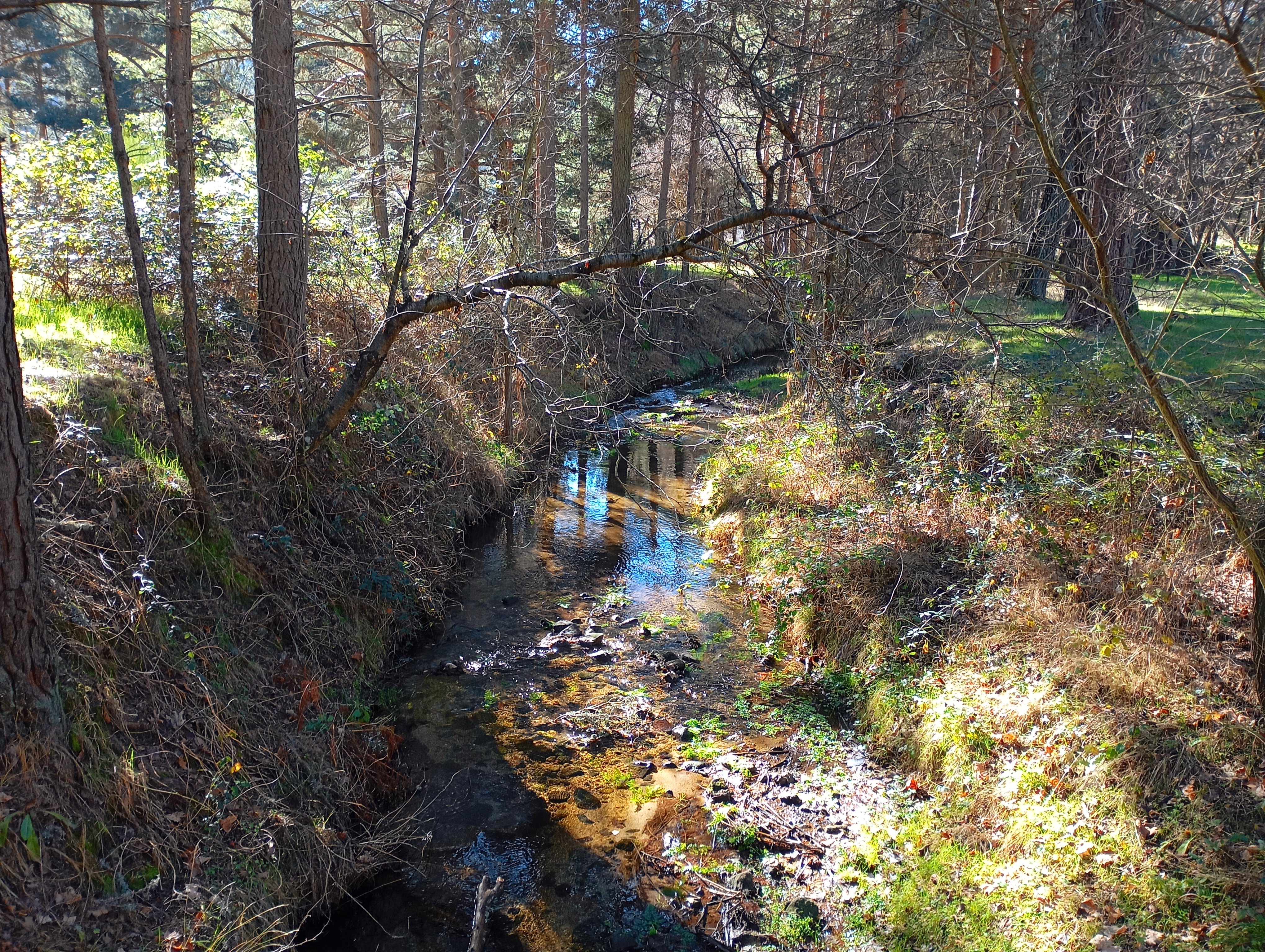
Río Gudillos a su paso por el término de la localidad

Sita en plena Sierra de Guadarrama en la cotera del Alto del León, está situada junto a la N-6 antes de subir al Puerto de Guadarrama, al inicio del túnel de la AP-6 y el túnel de la línea ferroviaria Madrid-Segovia de la que existe la Estación de Gudillos a escasos metros de penetrar en la montaña.
La población es atravesada por el arroyo de la Gasca que fluye en el río Gudillos, un afluente del río Moros que bordea el área residencial.
A 6,3 km de la capital municipal en El Espinar, dista también 1,5 km del núcleo San Rafael al que se puede acceder atreves de una carretera menor o accediendo a la N-6. Existe también un enlace directo con la AP-6 que está privatizado y cerrado al tráfico por el peaje de Abertis, utilizándose únicamente por su centro de control de carreteras.
El pueblo conforma el municipio de El Espinar junto con los núcleos de El Espinar, San Rafael, La Estación de El Espinar, Los Ángeles de San Rafael y Prados.

## Historia

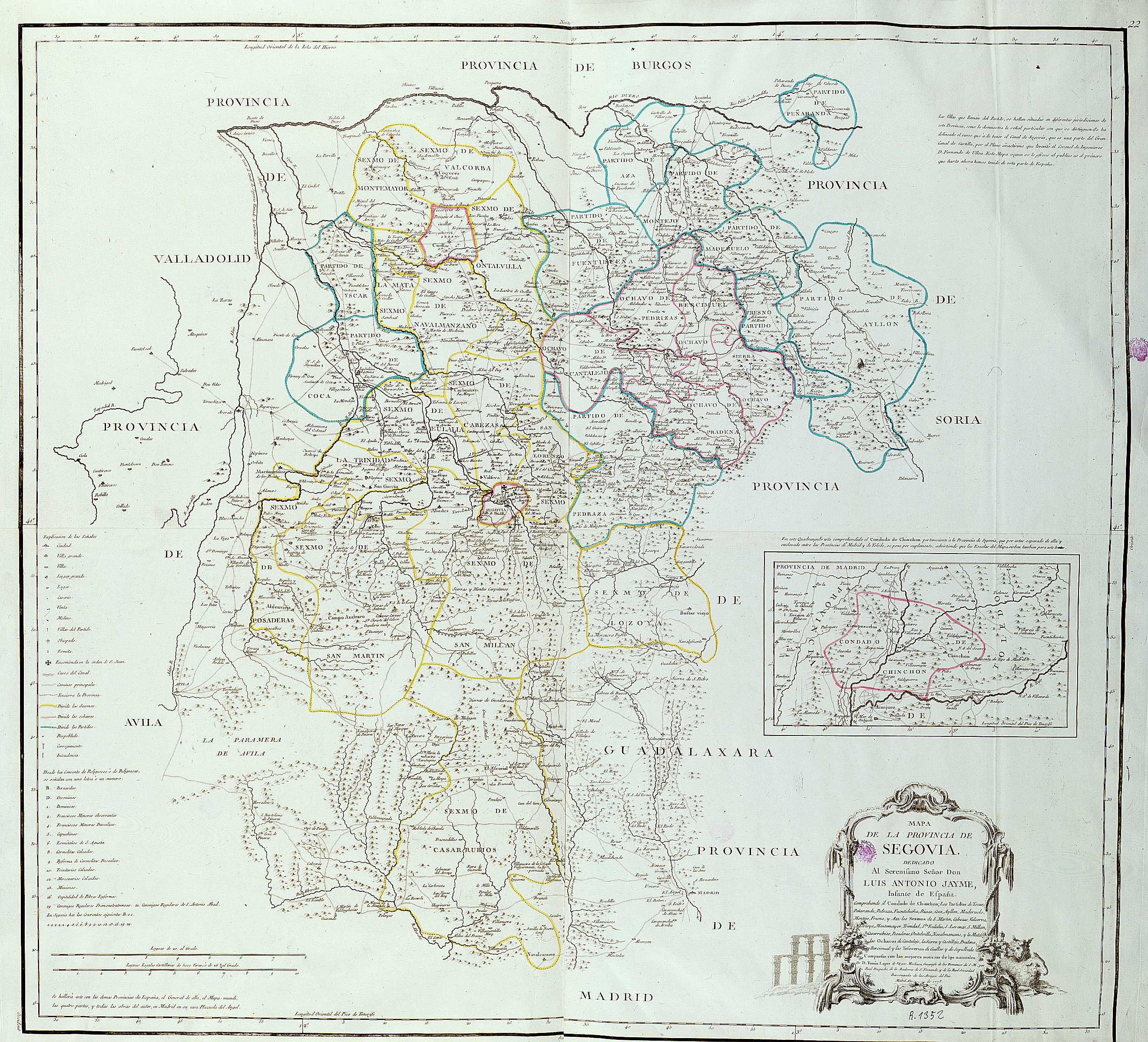
Mapa de la provincia de Segovia en 1773 (Tomás López) con la Venta de Bubillos representada

Sabemos que entre los siglos V y VIII, bajo la dominación visigótica, se conocía a la zona que hoy constituye el municipio de El Espinar por el topónimo de Gudillos. Este entorno se conformaría ya en 1297 tras la Reconquista como el Sexmo de El Espinar, parte de la Comunidad de Ciudad y Tierra de Segovia.
En 1417 se aumentaron los límites municipales de El Espinar por el Concejo de Segovia, quien da la autorización para ello. Quedando uno de los límites fijado en un entorno que tenía por denominación Gudillos.
En la localidad actual se conformaría una antigua venta llamada Bubillos. Este establecimiento, dispuesto para los viajeros que cruzaban la Sierra de Guadarrama para pasar cambiar de meseta, aparece representado en el mapa informativo de las cercanías a la capital de 1760 y el provincial de Segovia de 1773, ambos de Tomás López.
En 1782 es nuevamente mencionada la Venta de Bubillos en documentos del Archidiócesis de Toledo como de inicio del Puerto de Guadarrama.
En 1940 figura como caserío de El Espinar, con 38 viviendas y otras 10 edificaciones que, en total, aglutinaban 45 habitantes de derecho; 48 de hecho.
En 19 de julio de 1953 en la Línea ferroviaria Villalba-Segovia tuvo lugar la apertura de la Estación de Gudillos. Pese a estar hoy el edificio abandonado, su andén sigue contando con paradas de tren diarias, aunque en menor proporción al reto de la línea.
En la actualidad el pueblo es reconocido por se escenario de la grabación de varias películas,así como la existencia en sus inmediaciones del Campamento Juvenil Alto del León, dependiente de la Junta de Castilla y León y gestionado por un tercero.

## Demografía

### Evolución de la población
| Gráfica de evolución demográfica de Gudillos entre 1940 y 2024 |
| |
| Población de hecho (1940) según el censo de población de la Dirección General de Estadística. Población residente (2000-2023) según los censos de población del INE. Población según el padrón municipal de 2024 del INE. |

## Cultura

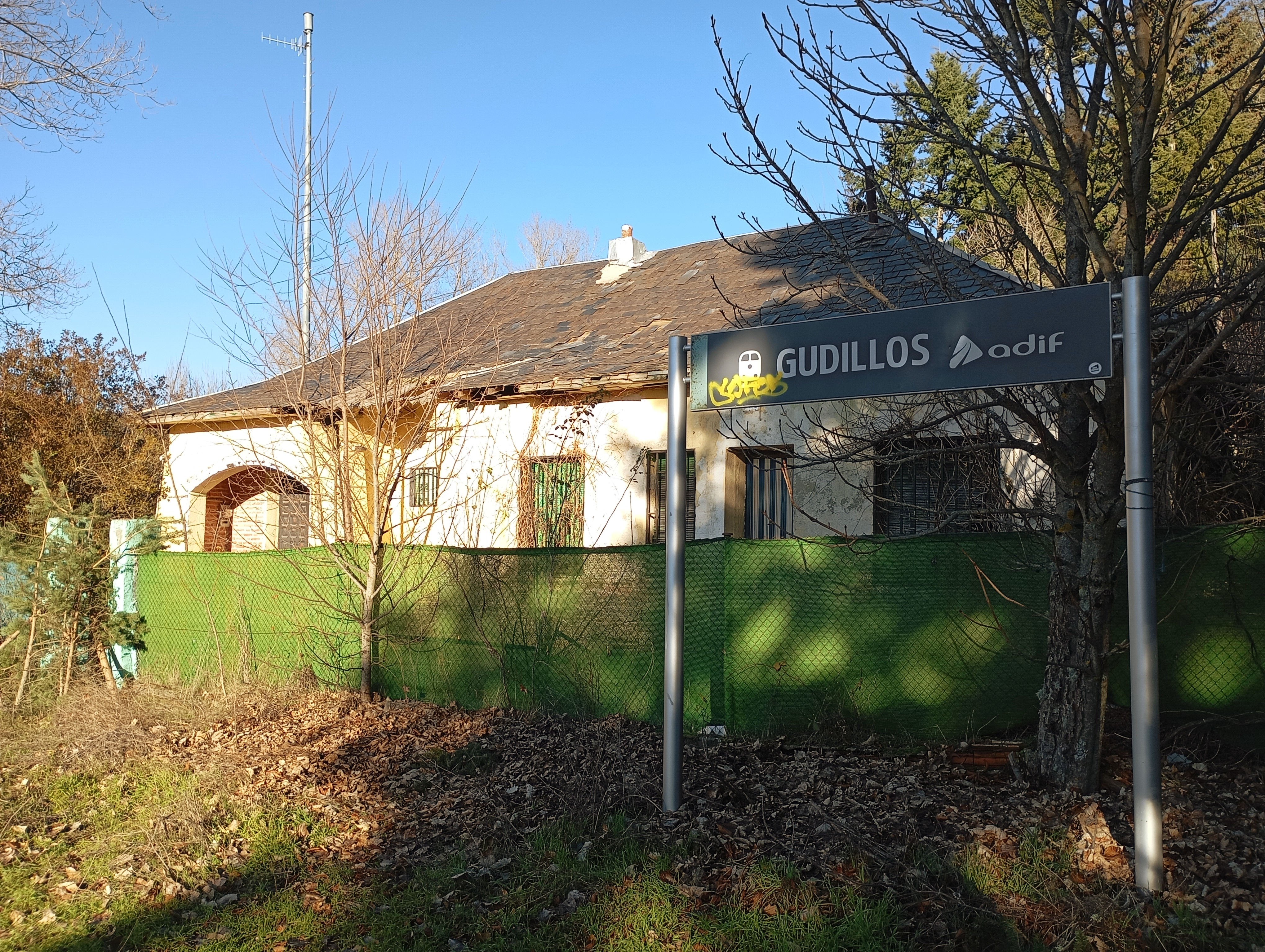
Estación de ferrocarril de Gudillos inaugurada el 19 de julio de 1953, con su andén operativo pero el edificio abandonado

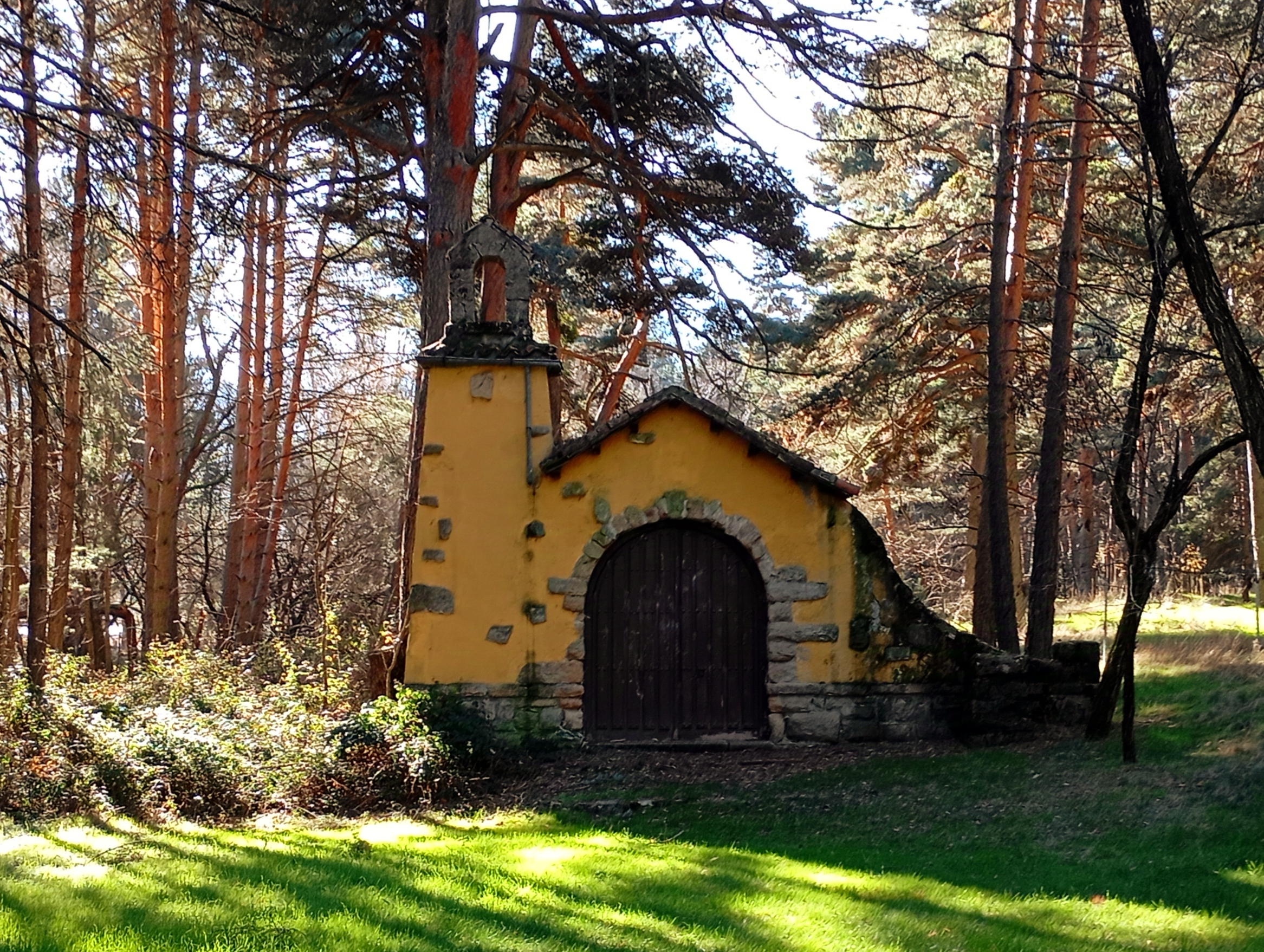
Ermita con capilla del Campamento Juvenil Alto del León

### Patrimonio
- La Cerca Montosa, también conocida como El Hospital de Gudillos, promovido por en los años 50 o 60 por la Organización Sindical Española para crear una residencia para las Hermandades. La construcción del Albergue Guadarrama por los arquitectos Luis Romany y Francisco Javier Sáenz de Oiza en 1958 se quedo a medias en 1962 y fue utilizado como refugio de montaña improvisado durante los años 80 por jóvenes y grupos scout. Fue después vendido a un doctor del Club Atlético de Madrid y este a un tercero que hoy mantiene un uso ganadero privado.
- Estación de ferrocarril de Gudillos, inaugurada el 19 de julio de 1953 por el ministro de Obras Obras Públicas, Fernando Suárez de Tangil,[15] y perteneciente a la Línea ferroviaria Villalba-Segovia, se encuentra vallada y abandonada en ruinas aunque en su anden aún efectúan parada trenes.
- Entorno de alto valor natural situado dentro del Parque natural Sierra Norte de Guadarrama y la Reserva de la Biosfera Real Sitio de San Ildefonso - El Espinar, dentro de los montes Cotera de León y Cañada de Gudillos.
- Puente de Enmedio en la N-6.
- Ermita con capilla, situada en el Campamento Juvenil Alto del León.
- Bunkers y distintas instalaciones de la Guerra Civil.[20][21][22][23]

### Tradiciones
- Es tradición desde 1994 adentrarse en las aguas heladas del río Gudillos el último día del año.[24]